# 华鬼吹箫
华鬼吹箫（学名：Leycesteria sinensis）为忍冬科鬼吹箫属的植物，是中国的特有植物。分布于中国大陆的云南等地，生长于海拔1,900米至2,700米的地区，一般生于山坡林内、溪边和林缘，目前尚未由人工引种栽培。
其种加词“sinensis”意为“中华的”。